# Dennis Chambers

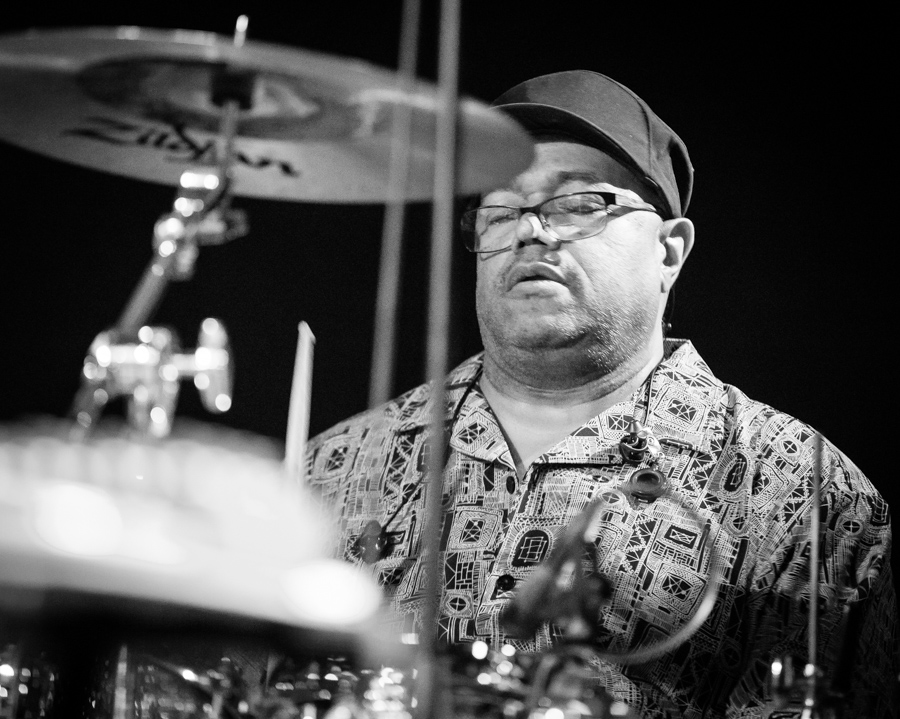
Chambers, Kongsberg Jazzfestival 2017

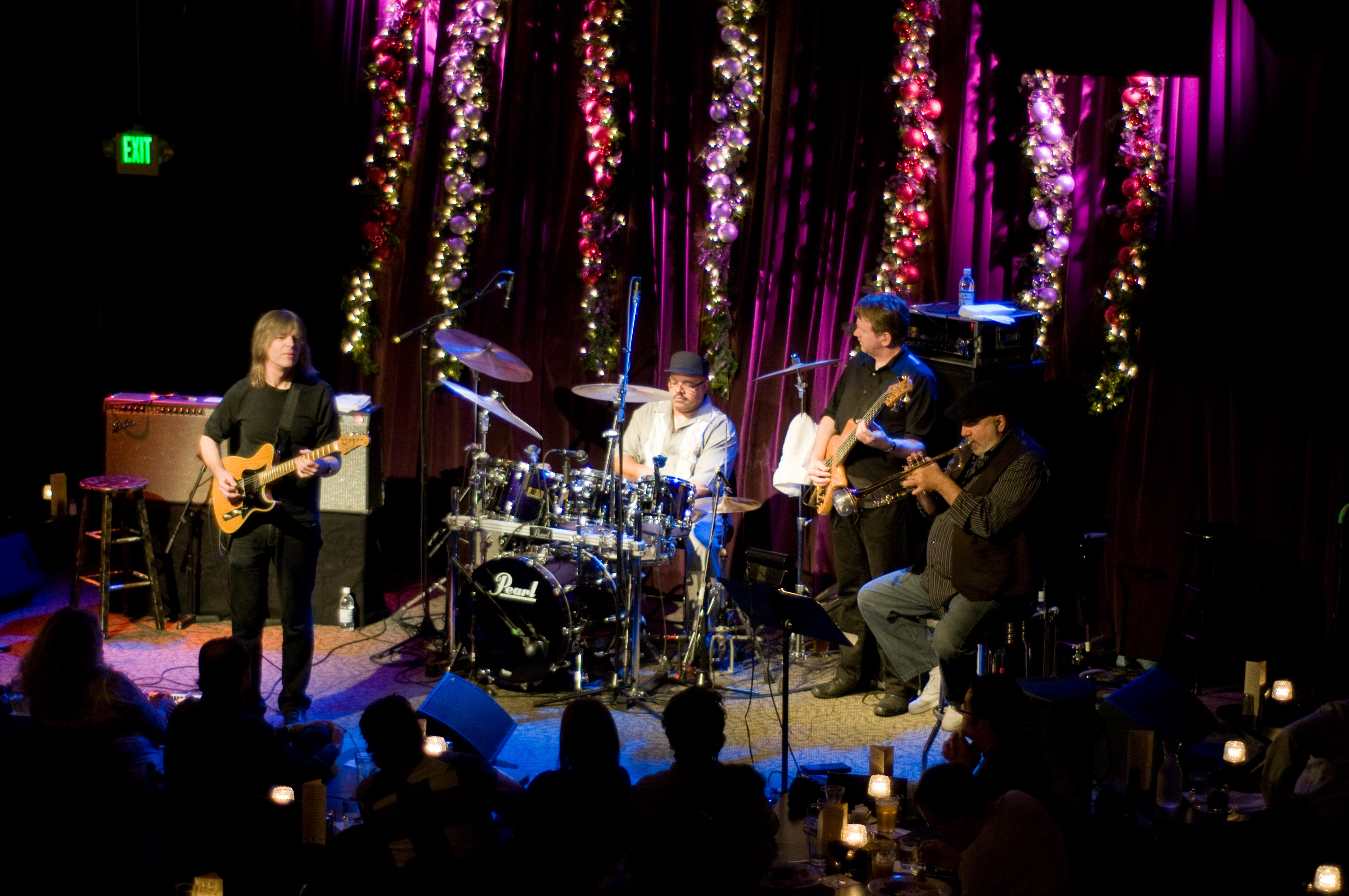
V. l. n. r.: Mike Stern, Dennis Chambers, Tom Kennedy und Randy Brecker (2010)

Dennis Chambers (* 9. Mai 1959) ist ein amerikanischer Schlagzeuger, der zusammen mit John Scofield, Steely Dan, Santana, Mike Stern, den Brecker Brothers, Gonzalo Rubalcaba, Parliament/Funkadelic, John McLaughlin und vielen anderen spielte und Platten produzierte. Obwohl er nie eine formelle Ausbildung erhielt, wurde Chambers ein weltbekannter Jazz-/Fusion-Schlagzeuger und ist bekannt für seine exakte, kraftvolle Technik.
Bereits mit vier Jahren begann Chambers, Schlagzeug zu spielen, und schon mit sechs trat er in der Gegend von Baltimore in Nachtclubs auf. Nach seinen eigenen Angaben übte er auf Kopfkissen, die erst ab einer gewissen Schlagkraft „klingen“, sowie auf einem seitenverkehrt aufgebauten Drum-Set, was ihn nun besonders flexibel macht. 1978 kam er zu George Clintons P-Funk-Band Parliament/Funkadelic und spielte mit ihnen bis 1985. Seither spielte er mit fast allen Größen der Fusion-Musik. Erwähnenswert ist vor allem die enge jahrelange Zusammenarbeit mit John McLaughlin, der ihn in einem Interview als seinen „brother in arms“ (Waffenbruder) bezeichnete.
Zu Chambers’ eigener Gruppe Niacin gehört der Bassist Billy Sheehan.
Der Rolling Stone listete Chambers 2016 auf Rang 63 der 100 größten Schlagzeuger aller Zeiten.

## Diskografie (Auswahl)
| Jahr | Künstler | Titel                                              | Label                             |
| ---- | --- | -------------------------------------------------- | --------------------------------- |
| 1983 | P-Funk All Stars | Live at the Beverly Theater in Hollywood           | Westbound                         |
| 1986 | John Scofield | Blue Matter                                        | Gramavision                       |
| 1987 | John Scofield | Loud Jazz                                          | Gramavision                       |
| 1987 | John Scofield | Pick Hits Live                                     | Gramavision                       |
| 1989 | Gary Thomas | By All Means Necessary                             | JMT                               |
| 1990 | Bill Evans Group (Bill Evans, Chuck Loeb, Jim Beard, Darryl Jones, Dennis Chambers)                                    | Let The Juice Loose (Live at the Blue Note, Tokyo) | Bellaphon                         |
| 1990 | Wayne Krantz | Signals                                            | Enja                              |
| 1992 | Petite Blonde (Bill Evans, Chuck Loeb, Mitch Forman, Victor Bailey, Dennis Chambers)                                   | Live Recording                                     | Lipstick Records                  |
| 1992 | The Return Of The Brecker Brothers                                                                                     | The Return Of The Brecker Brothers                 | GRP Records                       |
| 1992 | Dennis Chambers | Getting Even                                       | Glass House                       |
| 1992 | Barbara Dennerlein (Ray Anderson, Bob Berg, Mitch Watkins)                                                             | That's Me                                          | Enja                              |
| 1993 | Graffiti (Dennis Chambers, Haakon Graf, Gary Grainer, Ulf Wakenius)                                                    | Good Groove                                        | ESC Records                       |
| 1994 | John McLaughlin & The Free Spirits                                                                                     | Tokio Live                                         | Japan Import                      |
| 1994 | Steve Khan (Anthony Jackson, Manolo Badrena)                                                                           | Crossing                                           | Polydor, Tokyo, Japan             |
| 1993 | Charles Blenzig (Mike Stern, Will Lee, Alex Foster, Dennis Chambers, Manolo Badrena, Michael Brecker)                  | Say what you mean                                  | Big World                         |
| 1995 | Steely Dan | Alive in America                                   | Giant                             |
| 1997 | John McLaughlin (u. a. mit Gary Thomas)                                                                                | The Heart of Things                                | Verve/Universum                   |
| 1999 | Victor Bailey | Low Blow                                           | ESC Records                       |
| 2000 | John McLaughlin | The Heart Of Things / Live In Paris                | Polygram                          |
| 2001 | Uncle Moe's Space Ranch (Brett Garsed, TJ Helmerich, Gary Willis, Dennis Chambers, Scott Kinsey)                       | Uncle Moe's Space Ranch                            | Mascot Rec / Tone Center          |
| 2002 | Tony MacAlpine, Bunny Brunel, Brian Auger, Dennis Chambers                                                             | CAB 2                                              |                                   |
| 2002 | Dennis Chambers | Outbreak                                           | Esc Records                       |
| 2003 | Greg Howe, Victor Wooten, Dennis Chambers                                                                              | Extraction                                         | Tone Center Records               |
| 2003 | Biréli Lagrène, Dominique di Piazza, Dennis Chambers                                                                   | Front Page                                         | Sunny Side Records                |
| 2003 | Tony MacAlpine, Bunny Brunel, Brian Auger, Patrice Rushen, Dennis Chambers                                             | CAB 4                                              | Mascot Records                    |
| 2006 | Dennis Chambers | Planet Earth                                       | BHM                               |
| 2006 | Dennis Chambers, Jeff Berlin, David Fiuczynski, T Lavitz                                                               | Boston T Party                                     | Tone Center                       |
| 2007 | Maceo Parker | Roots & Grooves                                    | Intuition (SunnyMoon)             |
| 2007 | Bill Evans | The Other Side of Something                        | Intuition (SunnyMoon)             |
| 2007 | Uncle Moe's Space Ranch (Brett Garsed, TJ Helmerich, Gary Willis, Dennis Chambers, Scott Kinsey)                       | Moe's Town                                         | Tone Center/Shrapnel Records      |
| 2011 | Steve Khan (Manolo Badrena, Marc Quiñones, Bobby Allende)                                                              | Parting Shot                                       | Shrapnel Records                  |
| 2013 | Dennis Chambers (Patti Austin, Scott Henderson, Stanley Jordan, Brian Auger, Jeff Berlin, Novecento, Gregg Kofi Brown) | Groove and More                                    | Soul Trade Music Publishing Group |